# 어떤 나라
어떤 나라(A State of Mind)는 2004년 영국의 영화 감독인 대니얼 고든과 프로듀서인 니콜라스 보너에 의해 제작된 다큐멘터리 필름으로, 2003년 평양 매스게임에 참가했던 조선민주주의인민공화국의 두 어린이 체조 선수와 그들의 가족들에 대한 이야기를 담고 있다. 어떤 나라는 2004년 조선민주주의인민공화국의 영화제인 평양영화축전에서 두 가지의 상을 받았으며, 2005년 극장에서 상영되기 전까지 총 11번의 세계의 다른 영화제에 출품되었다. 영국의 댄스 밴드인 Faithless가 영화의 주제곡인 "I Want More"를 불렀다.

## 출연

### 주연
- 박현순
- 김송연

## 같이 보기
- 천리마 축구단
- 태양 아래